# Majrevolten
Majrevolten kallas de oroligheter och strejker samt den påföljande politiska kris som ägde rum i Frankrike under maj och juni 1968. Den mest turbulenta delen av revolten, med exempelvis gatukravaller i Paris mellan studenter och polis, varade mellan 3 maj och 30 maj och det är oftast de veckorna som avses med beteckningen, med den revolutionsartade situation som då rådde. Majrevolten var en del i den radikala vänstervåg som drog över världen under dessa år, och kan sägas vara kulmen av denna vänstervågs politiska kraft i Europa.
Majrevolten beskrevs under dess mest våldsamma dagar av den franske inrikesministern Christian Fouchet som "det värsta polisen varit med om sedan 1936". Samtidshistorikern Pierre Viansson-Ponté(fr) påstod så tidigt som under början av 1970-talet att händelsen var mer omskriven än franska revolutionen.

## Bakgrund
Tidigare under 1968 hade studenter i bland annat Polen, USA och Tyskland våldsamt demonstrerat. Frankrike var dock snarast uttråkat; Charles de Gaulle hade regerat i tio år enligt sin egenskrivna författning, som var grundvalen för femte republiken, och Frankrike hade under 1960-talet haft en period av stabilitet och ekonomisk tillväxt. General de Gaulle hade kommit till makten i samband med Frankrikes krig i Algeriet, ett krig som han lyckades avsluta men som även radikaliserat den franska studentrörelsen. Mot slutet av decenniet drabbades landet av inflation, och arbetslösheten steg. 1967 lagstiftade regeringen för att lösa problemen: lönerna hölls nere och avgifterna till sociala trygghetssystem höjdes eftersom även lantarbetarna skulle få ta del av dessa.
Undervisningssystemet var föråldrat och universiteten styrdes utan studenternas inflytande, samtidigt som lektionssalarna inte hade plats för den stora baby-boom-generationen, som ofta fick inhysas i provisoriska lokaler. Under tio år hade antalet studenter i landet ökat från 170 000 (1958) till 600 000 (1968). Samtidigt saknades lärare att ta emot den stora tillströmningen studenter. Den revolterande studentrörelsen krävde även sexuell frigörelse (den stränga könsåtskillnaden på studenthemmen var bland det första som avskaffades) och ett slut på Vietnamkriget.
Den 1 maj 1968 lades en rapport fram av en grupp amerikanska professorer om utbildningssystemen i världen. Om Frankrike stod att läsa att en reform var på väg. Denna reform hade utbildningsminister Alain Peyrefitte lagt fram månaden innan och hade godkänts av de Gaulle, vilken hade ivrat för en reform redan sedan några år. Trots all underrättelse om universitetsvärlden var händelseutvecklingen i maj 1968 helt oförutsedd av de franska myndigheterna.

## Studentupproret

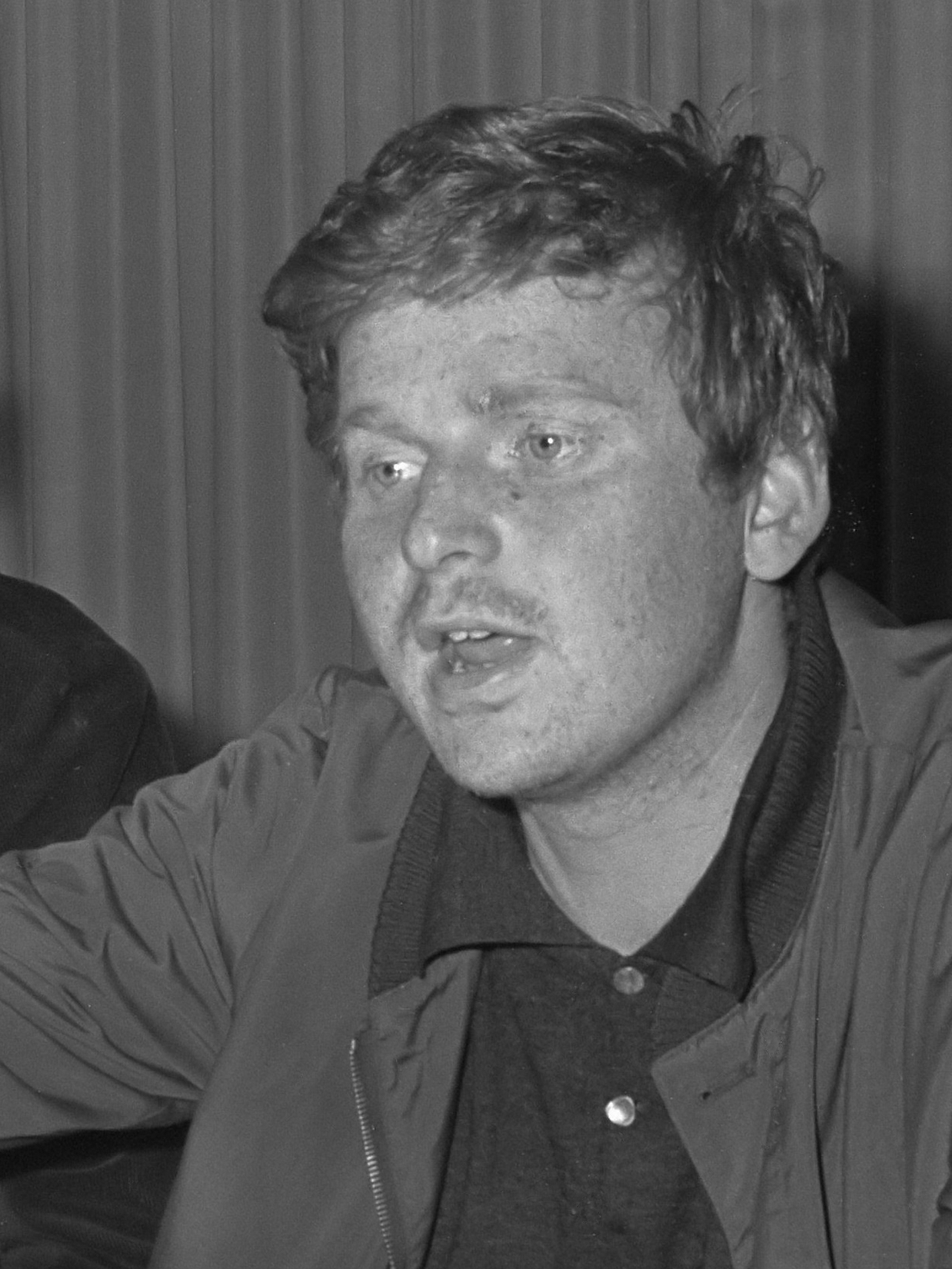
Daniel Cohn-Bendit 1968.

Majrevolten påminde om situationiströrelsen, som under tidigt 1960-tal börjat som en litterär rörelse men utvecklats till politisk aktivism. Situationisterna trodde att man kunde skapa en situation och sedan ställa sig i bakgrunden, varefter saker skulle utveckla sig av sig själva.Skandalen i Strasbourg var den första av dessa ”situationer”. En grupp Les Enragés (namnet kom från en grupp under Franska revolutionen och betydde "de rasande") och situationister tog över studentkåren vid universitetet och använde dess tillgångar för att trycka en massupplaga på ett stort antal språk av Mustapha Khayatis skrift Misären i studentens miljö. Skriften fick en våldsam uppmärksamhet och rättegångar följde. Den civilisationskritik som framfördes här skulle komma att bli temat för hela majrevolten med paroller som ”Under gatstenarna ligger en sandstrand!” och ”Fantasin till makten!” 
Oroligheterna startade vid universitetet i Nanterre, där en grupp på ca 25 Enragés bildats efter misslyckade försök att reformera universitetet vilka nu demonstrerade. Polisen försökte den 26 januari upplösa en sådan demonstration, vilket irriterade andra studenter och lärare. Enragés genomförde fler aktioner, och då överheten även försökte tysta dessa ökade stödet ytterligare. Nanterre var med andra ord ett viktigt centrum för politisk vänsteraktivism; där 22 mars-rörelsen ledd av Daniel Cohn-Bendit, tidigare under året hade varit verksamma. Cohn-Bendit var en judisk sociologistudent vars familj stammade från Västtyskland, och undkommit nazisterna genom att gömma sig i Frankrike. Efter detta hade de bott i båda länderna i perioder. Den 2 maj försökte man stilla protesterna genom att bestraffa de som sågs som dess ledare, bland annat Cohn-Bendit, vilket bara retade upp studenterna ytterligare.
Den 3 maj beslutades att USA och Nordvietnam skulle hålla en fredskonferens i Paris gällande Vietnamkriget. de Gaulle förlade med anledning av detta fler enheter ur den franska kravallpolisen, CRS, till Paris. Samma dag, den 3 maj, stängde utbildningsdepartement humanistisk-samhällsvetenskapliga fakulteten vid universitetet i Nanterre, vilket fick omkring 500 studenter med Cohn-Bendit i spetsen att ta sig in till Sorbonneuniversitetet i centrala Paris, där strider utbröt med polisen. För första gången i dess historia gick polisen in i detta universitet, och grep de på gården demonstrerande 600 studenterna. Som en reaktion på polisens aggressivitet, samlades några tusen studenter i en protest vid Sorbonne, och strider utbröt. Dessa studenter tillhörde inte den grupp aktivister som först börjat protesterna, utan stred för den akademiska friheten. I striden om Sorbonne använde polisen tårgasbomber, och studenterna kastade gatsten. Inrikesministern svarade med att stänga nästan hela Universitetet i Paris.
Den 6 maj anmälde sig Cohn-Bendit hos disciplinnämnden på Sorbonne. Regeringen förbjöd alla demonstrationer denna dag, vilket fick motsatt effekt. Demonstrationerna övergick i slagsmål mellan studenter och kravallpolisen, som tvingades till reträtt. Demonstranterna kastade sten och välte bilar för att skapa barrikader, polisen använde tårgas. Enligt officiella siffror skadades 600 demonstranter och 345 poliser. Demonstranterna höll ut bättre än polisen var van vid, och poliserna blev mer och mer frustrerade och brutala. Till skillnad mot vid demonstrationerna mot Frankrikes krig i Algeriet tidigare under decenniet var polisen dock fast besluten att inte öppna eld.

## Vilka var revoltörerna?
Av studenterna i staden var en betydande minoritet aktiva i revolten, omkring 10 000 av de 160 000 som 1968 studerade vid Universitetet i Paris. Studenternas självständighet ifråga om deras agerande i denna revolt har ifrågasatts. Det fanns framstående intellektuella med starka vänstersympatier, som har utpekats som de bakomliggande krafterna till studenternas aktioner, däribland filosofiprofessorn Herbert Marcuse och situationisten Guy Debord. Under dagarna som revolten pågick förändrades dock studenternas krav. Slutligen började de propagera för en total samhällsomstörtning och för att grunda ett revolutionärt samhälle.
Det franska kommunistpartiet stödde inte studenterna, och partiledaren Georges Marchais skrev i L’Humanité att "dessa falska revolutionärer borde demaskeras", samt att "dessa smågrupper som söker skada demokratiska framsteg under revolutionär terminologisk täckmantel". Orsaken torde vara att Cohn-Bendit tagit skarpt avstånd från Stalin, att de Gaulle hade goda förbindelser med Sovjet, eller kanske att kommunisterna inte ansåg att tiden "vetenskapligt sett" var inne för en revolution. Jean-Paul Sartre och andra intellektuella tog dock deras parti.

## Initiativ från regeringen

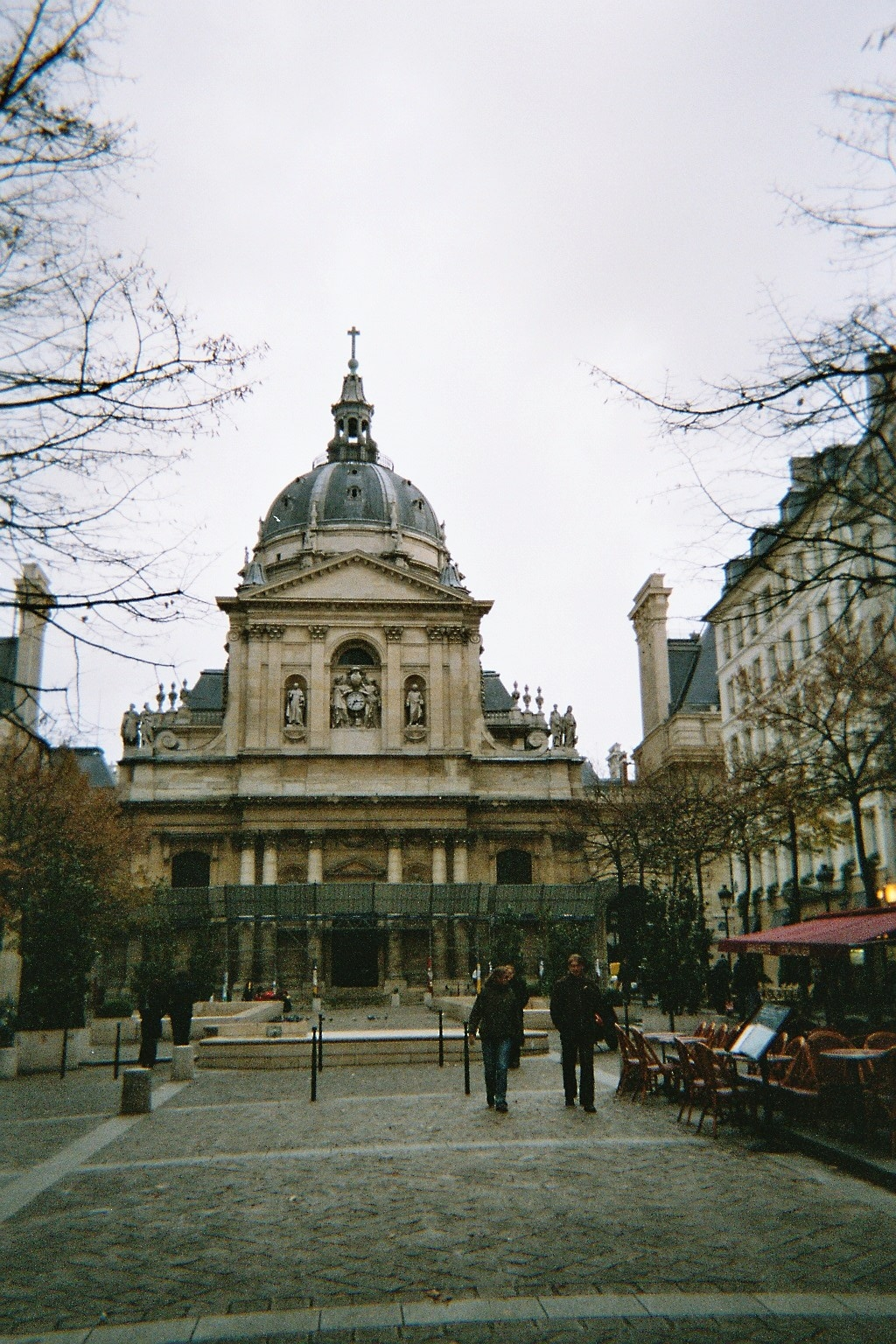
Sorbonne.

Den 10 maj påbörjades fredskonferensen i Paris, som alltså utspelade sig samtidigt som revolten i staden.
de Gaulle hade under oroligheternas första veckor befunnit sig på statsbesök i Rumänien, som uppvisade självständiga tendenser gentemot Sovjetunionen. de Gaulles dröm var ett Europa som en tredje världsmakt, lett av Frankrike, och därför var detta en chans som inte fick glida honom ur händerna. Premiärminister Georges Pompidou försökte under bortavaron hålla ställningarna, och utarbetade en överenskommelse som mötte de flesta av studenternas krav. Han beslöt den 11 maj att åter öppna Sorbonne den 13 maj, samt att föra de anhållna studenterna inför en appellationsdomstol för revision. 

## Sorbonne ockuperas
Dagen efter att universitetet öppnades, den 14 maj, ockuperades det av studenterna, som reste röda fanor vid byggnaden. Liknande ockupationer, utförda av studenter och universitetslärare, utfördes samtidigt i hela Frankrike. Studenterna krävde ett reformerat utbildningssystem samt att två regeringsmedlemmar, utbildningsminister Alain Peyrefitte och inrikesminister Christian Fouchet, samt polisprefekt Maurice Grimaud, skulle avsättas. Förutom universitetet ockuperade studenterna den nära belägna Odéonteatern, där svarta fanor restes. Teatern skulle enligt dessa studenter bli ett permanent säte för revolutionärer.
13–20 maj kontrollera studenterna hela Latinkvarteret, och inte en polis syntes till. Under dessa dagar låg allt arbete och all trafik i Paris nere. Runt studenterna, vilka diskuterade existentiella frågor, slöt dock under dessa dagar andra grupper upp: katangister, personer från den undre världen, och äldre generationers revolutionärer.
Oroligheterna hade mojnat, till den 22 maj, då Cohn-Bendit förvägrades inresetillstånd till Frankrike efter en resa till Västtyskland; den 29 maj ankom han slutligen till Sorbonne och slöt upp vid studenterna. Senare beslöt man att utvisa honom, och det skulle dröja tio år innan han kunde återvända. Att utvisa en jude till Tyskland väckte obekväma minnen av franska polisens utvisning av judar till Tyskland under andra världskriget. Studenternas propaganda började likna de Gaulle vid Adolf Hitler och även i övrigt anspela på Nazityskland, och de antog parollen "vi är alla tyska judar".

## Vild generalstrejk
Den 13 maj gick alla stora fackförbund ut i en vild generalstrejk och mellan 10 och 12 miljoner arbetare lade ner arbetet. En mängd fabriker, däribland den stora bilfabriken Renault, ockuperades av arbetarna. Arbetarna ville ha bättre arbetsvillkor, mer ledighet, högre lön och en ny president.

Pompidou erbjöd, i en total brytning med tidigare ekonomisk politik, arbetarna en tioprocentig löneökning, höjning av minimilönen, kortare arbetstid och bättre förmåner, men de avvisade erbjudandet. Finansminister Michel Debré tillfrågades inte, och avgick när erbjudandet offentliggjordes. de Gaulle avbröt resan och återvände den 19 maj, till synes förvirrad över revoltens asymmetri, och sade att han inte kunde få grepp om situationen.

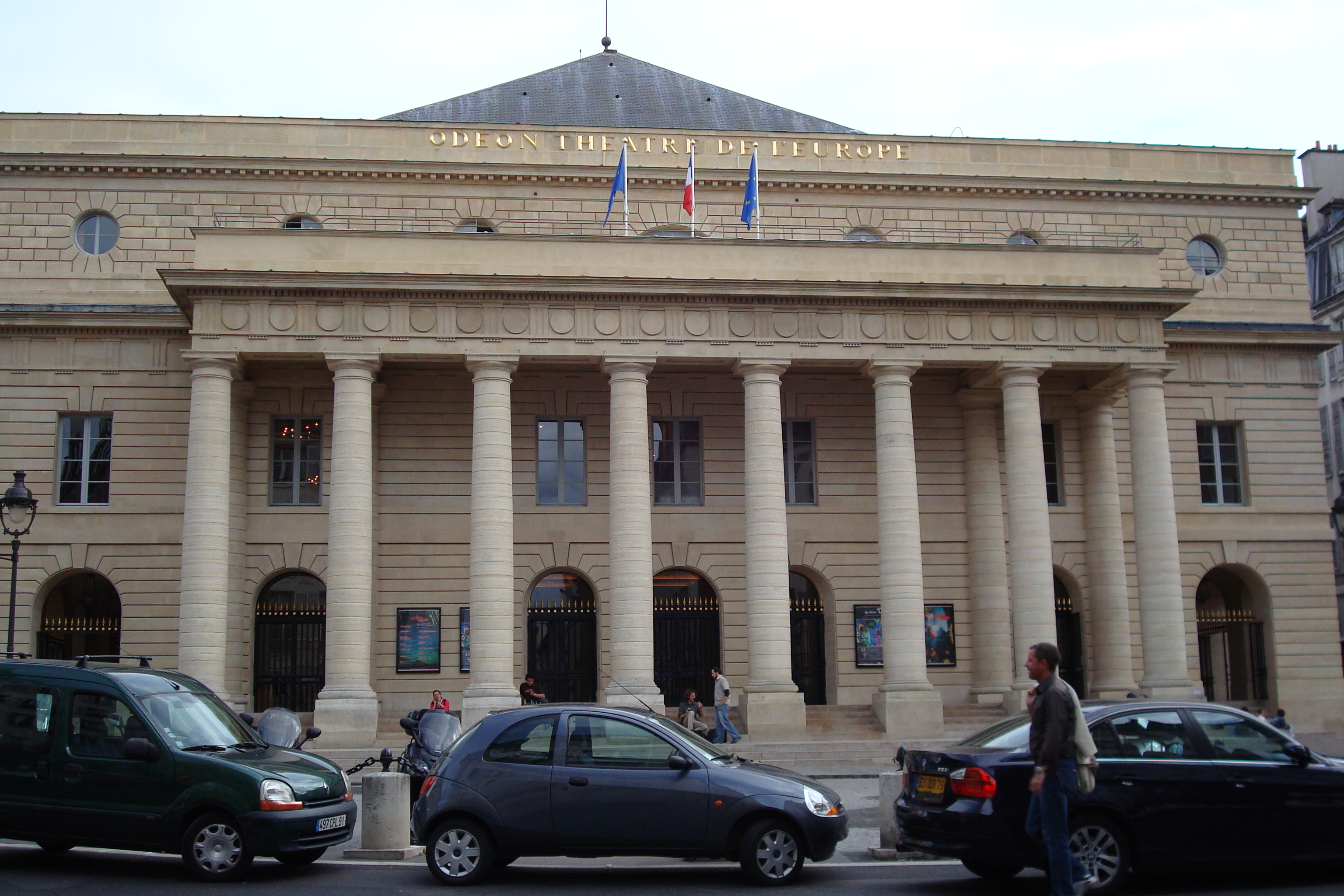
Odéonteatern.

## de Gaulles åtgärder för att kontrollera situationen
Den 24 maj försökte de Gaulle ta kommandot, och utlyste i ett TV-sänt tal till nationen en folkomröstning i juni om huruvida han skulle avgå. Ingen ville ha en sådan. Tvärt om utlöstes nya kravaller, som den dagen krävde två dödsoffer, en polis i Lyon och en student i Paris, och hundratals sårade. Tillsammans med en student som drunknade i Seine i ett försök att fly från polisen var dock dessa de enda dödsfallen under demonstrationerna.
de Gaulle åkte överraskande 29 maj till franska militärkommandot i tyska Baden-Baden. Under hans frånvaro spreds förvirringen; både François Mitterrand och Pierre Mendès France förklarade sig villiga att ta över efter honom. Orsaken till resan var att säkra stödet från militären, vilket kostade honom en frigivning av 14 personer som suttit fängslade för medverkan i den militanta högerorganisationen Organisation de l'Armée Secrète-medlemmar, bland annat general Salan och Georges Bidault. När de Gaulle nästa dag återvände var han sitt gamla jag igen. I ännu ett tal till nationen lät han meddela att han släppte tanken på att avgå, uppsköt folkomröstningen, upplöste nationalförsamlingen och utlyste nyval till parlamentet. Han hävdade att totalitär kommunism var på väg att införas och att han var den enda som kunde stoppa detta. Mitterrand svarade att detta tal av presidenten inte var "något annat än en uppmaning till inbördeskrig". Detta var en brytpunkt i händelseutvecklingen, som de Gaulle ensam, utan hjälp från premiärminister Pompidou, framkallade. Samtidigt slöt en folksamling upp för de Gaulle. Omkring en halv miljon människor samlades den 31 maj på Place de la Concorde för att ge presidenten sitt stöd. Några dagar senare, i juni, demonstrerade borgare under André Malraux på Parisgatorna under det att de sjöng Marseljäsen.

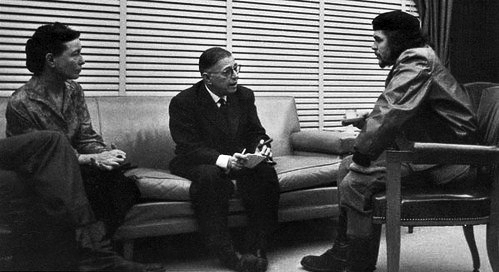
Filosofen Jean-Paul Sartre, här tillsammans med Simone de Beauvoir och Che Guevara 1960, var en av många franska intellektuella som stödde majrevolten.

Arbetarna avväpnades via en rad åtgärder som mötte deras krav, bland annat en 35-procentig löneökning och föräldrabidrag. Arbetarna emottog dock inte denna överenskommelse när den lades fram den 27 maj, men den 31 maj, efter de Gaulles tal, bröts strejkerna för att inte störa det stundande nyvalet i juni. Oroligheter fortsatte i minskad styrka efter detta, men när ockupanterna drivits bort från Sorbonne och arbetarna vid Renault den 17 juni återgått till vanlig ordning, var majrevolten i stort sett över.
22 mars-rörelsen och andra vänsterorganisationer förbjöds den 12 juni. Odéonteatern fritogs från studenterna utan motstånd den 14 juni, medan studenterna som ockuperade Sorbonne fick problem med personer från den kriminella världen som deltog i ockupationen. Polisen fördrev studenterna den 16 juni. De var då omkring 350 stycken, och de svarade med fortsatta våldsamheter. Den medicinska fakulteten höll stånd mot polisen längst, och de 17 studenter som barrikaderade denna del fördrevs först den 8 juli.

## Politiska efterdyningar i Frankrike
I nyvalet 23 juni fick gaullisterna ökat stöd, samtidigt som vänstern tappade nästan hälften av sina platser. Gaullistpartiet fick 294 parlamentsplatser av 485, och med samarbetspartiet som leddes av den framtida presidenten Valéry Giscard d'Estaing fick de en majoritet med 360 platser. Kommunistpartiet minskade och fick 34 mandat, mot förra valets 73. Emot anarkin som utspelats hade de Gaulle kommit att representera en återgång till ordningen. Den revolution som studenterna önskat uteblev. Istället kom reformer, som gjorde deras situation något bättre.
Samtidigt hade de Gaulle tvingats till eftergifter som innebar en stor prestigeförlust. Hans parti tog skarpt avstånd från de vänstersinnade reformerna – somliga inom partiet var direkt fientligt inställda. De ekonomiska konsekvenserna bedömdes omedelbart efter revoltens bedarrande vara allvarliga, eftersom Frankrike redan före majrevolten hade svårt att konkurrera med Västtyskland, och francen låg för högt. De kraftiga löneökningarna försämrade detta redan svåra läge. För att stabilisera ekonomin höjdes arvsskatten, vilket framkallade ett svårt kapitalutflöde. I november 1968 genomgick Frankrike en valutakris.

## Betydelse för den internationella vänstern

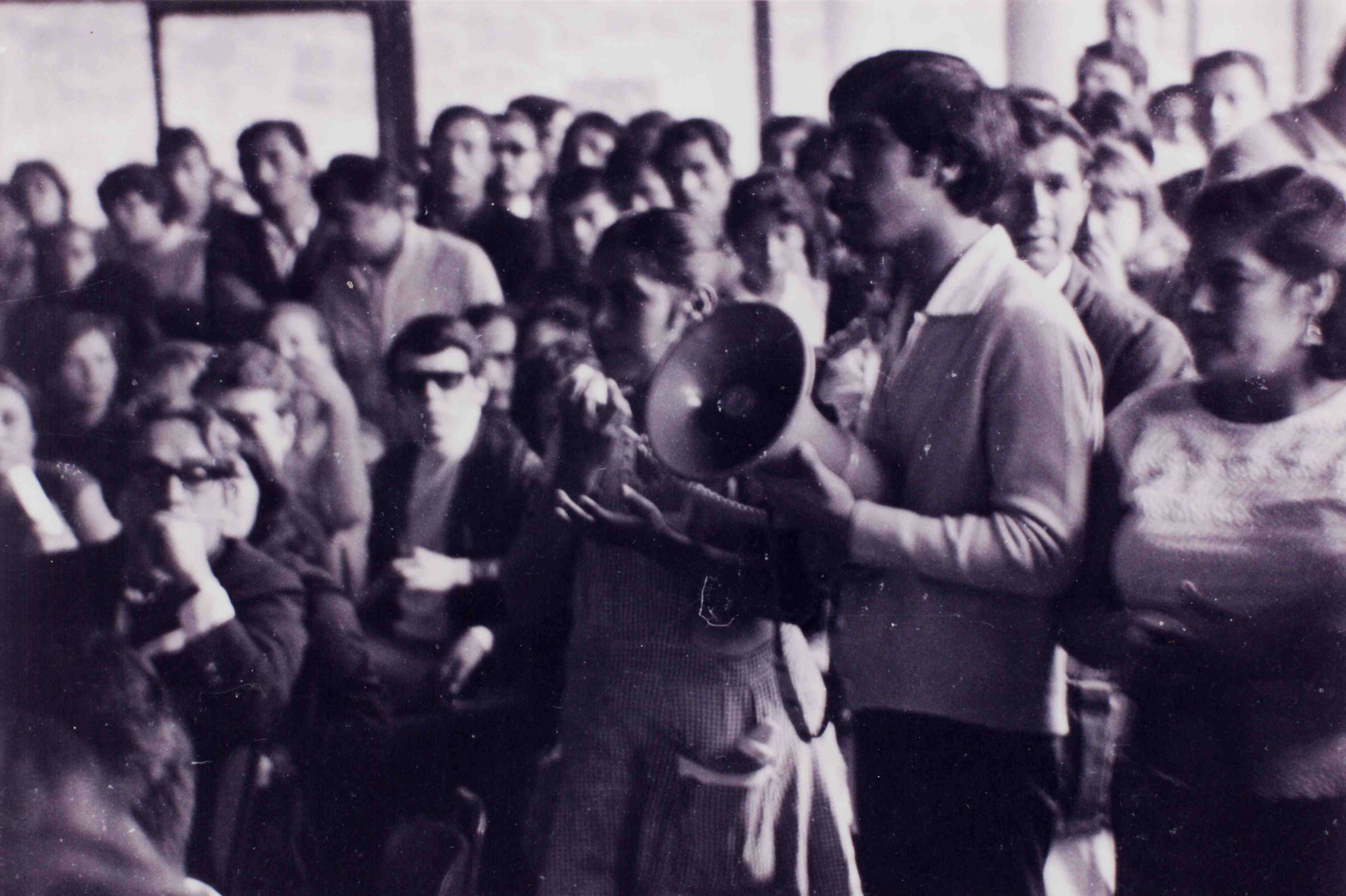
Protestmöte på universitetet i Mexico City 1968.

Händelserna i Frankrike blev en inspirationskälla för liknande, men inte alls lika omfattande, studentrevolter i exempelvis Sverige och Finland. På längre sikt öppnade de för en  vänsterrörelse som var mera diversifierad än den som dominerades av traditionella kommunistpartier, som tog avstånd från auktoritära arbetsformer och ledarskapsideal  och som omfattade en mängd olika aspekter av samhällslivet.